# 奧布希夫卡 (庫皮揚斯克區)
50°2′38″N 37°38′49″E / 50.04389°N 37.64694°E
奧布希夫卡（烏克蘭語：Обухівка）是位於烏克蘭東部的村莊，由哈爾科夫州庫皮揚斯克區的德沃里奇纳市镇負責管轄。該村始建於1750年，面積0.07平方公里，海拔高度113米，2001年人口180，人口密度每平方公里2,535.2人。